# Abd ar-Rahman Mahmud
Abd ar-Rahman as-Sajjid Abd ar-Rahman Mahmud, Abdelrahman Elsayed Abdelrahman Mahmoud (arab. عبدالرحمن السيد عبدالرحمن محمود; ur. 3 czerwca 2004) – egipski zapaśnik walczący w stylu wolnym. Brązowy medalista mistrzostw Afryki w 2024. Mistrz Afryki juniorów w 2022 i kadetów w 2020 roku.